# El desafío de los cultos y las nuevas religiones
The Challenge of the Cults and New Religions (en español El desafío de las sectas y las nuevas religiones: la guía esencial de su historia, su doctrina y nuestra respuesta) es un libro cristiano de no ficción sobre sectas y nuevos movimientos religiosos escrito por Ron Rhodes. El libro fue publicado por Zondervan el 1 de septiembre de 2001. El libro define los cultos y las nuevas religiones mediante el examen de estudios de casos de doce grupos elegidos por Rhodes. El libro incluye un prólogo de Lee Strobel, autor del libro The Case for Christ.

## Recepción
En una reseña, John Moryl escribe que el libro aborda el tema de las sectas desde el punto de vista de un cristiano evangélico. Moryl cuestionó la inclusión de Rhodes de ciertos grupos en el libro, incluida la Iglesia de Jesucristo de los Santos de los Últimos Días, los Testigos de Jehová, el Unitarismo universalista, y la Francmasonería, y lo atribuyó a una perspectiva evangélica única.
El desafío de los cultos y las nuevas religiones se ha utilizado como obra de referencia en cursos universitarios cristianos en Emmanuel Bible College, Lincoln Christian College and Seminary, y Valley Forge Christian College.